# 阿姨我不想努力了
阿姨我不想努力了是一句起源於中国大陆，流行于華人圈内的流行語及網路迷因。通指富有的年長女性（阿姨）包养年輕男性，使其感到“不用再为生活而努力”（類似的流行語還有“少奮鬥三十年”、“年少不知軟飯香”等）。

## 含義
“阿姨我不想努力了”指男性靠放棄戀愛時間、貞操與肉體向有錢年長女性（另有詞以富婆代稱）換取物質豐厚的生活；而富婆都以金錢為籌碼期望換取年輕氣盛男子的陪伴，其多會對外表有特定要求，但因人而異；如可能是傾向健美抑或偏爱美少年類型。

## 出處
流行語出處是中國大陸社交軟體（如抖音）的一些有錢婦女會在用戶簡介欄暗示或明示“包養小鲜肉”。此类徵友行爲與以往概念中流行的“年長男性包養年轻女性”類似，但因性別對調而有反差感。而這些婦女的一些簡介欄隨後被中國大陸網民製成各類網絡迷因並散播，如有圖片“阿姨我不想努力了.Com”下方放婦女的包養簡介欄。隨後此類迷因传至台灣就已統稱為“阿姨我不想努力了”

## 相關回響
臺灣新竹縣竹北市有連鎖健康餐店接到一份訂單，客人在備注欄寫道「今天天氣很冷，外送小哥辛苦了，請注意安全」，除了噓寒問暖之外還加了一句，「幫我放在管理室，說是陳阿姨的就好，但是不想努力的話可以送上樓」。外送員在將此事發布於Facebook后開玩笑道“看到都不想努力了”並向網友詢問“這樣我到底是要放在管理室，還是上樓？”

## 相關作品
- MC HotDog–〈阿姨〉
- 《阿姨！我不想再努力了！》―改篇自向西村上春樹小說作品《向西聞記》的2021年賀歲片。